# Zvišanje vrelišča
Zvišanje vrelišča  je pojav,  da je vrelišče raztopine z nehlapnim topljencem višje od vrelišča čistega topila. 

## Razlaga
Zvišanje vrelišča je koligativna lastnost raztopine, se pravi, da je odvisna samo od števila raztopljenih delcev in neodvisna od njihove identitete. Topilo se z dodajanjem topljenca redči. Pojav je opazen pri vseh topljencih in v vseh raztopinah, tudi idealnih, in ni odvisen od nobene specifične interakcije med topilom in topljencem. Zvišanje vrelišča se zgodi tudi če je topljenec elektrolit, kakršne so na primer ionske soli. S termodinamskega stališča je izvor zvišanja vrelišča entropijski in se lahko razloži s spremembo parnega tlaka topila oziroma spremembo njegovega kemijskega potenciala. Razlaga v obeh primerih temelji na predpostavki, da je topljenec prisoten samo v tekoči fazi in ne preide v plinsko fazo, razen pri izredno visokih temperaturah, se pravi da je nehlapen.
Če se pojav razlaga s parnimi tlaki, bo topilo zavrelo, ko bo njegov parni tlak dosegel tlak okolice. Topljenec topilo razredči in s tem zniža njegov parni tlak. Ker je parni tlak nehlapnega topljenca enak nič, bo raztopina dosegla tlak okolice pri višji temperaturi, se pravi, da se bo vrelišče zvišalo.
Če se pojav razlaga s kemijskimi potenciali, ki so odvisni od temperature, imata pri vrelišču tekoča in plinska faza topila enaka kemijska potenciala, se pravi da sta energijsko enakovredna. Če topilu dodamo topljenec, se bo topilo razredčilo. Temu primerno se bo zmanjšal njegov kemijski potencial v tekoči fazi, v plinski fazi pa bo ostal nespremenjen. To hkrati pomeni, da se do ravnotežje med njima vzpostavilo pri višji temperaturi, oziroma da se bo vrelišče zvišalo.
Pojav zvišanja vrelišča je analogen znižanju tališča. Znižanje tališča iste raztopine je večje od zvišanja njenega vrelišča. 

## Izračun
Zvišanje vrelišča se lahko izračuna z uporabo Raoultoveza zakona in Clausius–Clapeyronove enačbe s predpostavko, da topljenec ni hlapen. Za razredčene idealne raztopine velja, da je zvišanje vrelišča premo sorazmerno molalni koncentraciji raztopine:
ΔTv = Ke·mB
pri čemer je 
ΔTv = razlika temperatur vrelišč Tv(raztopina)-Tv(čisto topilo) [K]
- mB = molalna koncentracija topljenca [mol/kg topila]
- Ke = ebulioskopska konstanta, ki je odvisna samo od topila. Konstanto se lahko izračuna iz enačbe:

Ke = MRTv2/qi
v kateri je 
- R = splošna plinska konstanta =  8,314472(15) J·K-1· mol-1
- Tv = temperatura vrelišča topila [K]
- M = molska masa topila
- qi = izparilna toplota topila [J/mol]

Pri izračunu koncentracije topljenca se mora upoštevati njegovo disociacijo, ker je zvišanje vrelišče koligativna lastnost, odvisna od števila raztopljenih delcev. To se najlaže naredi z množenjem z  van 't Hoffovim  faktorjem i:
- i = 1 za sladkor in vodo,
- i = 1,9 za natrijev klorid (NaCl), ki skoraj popolnoma disociira na Na+ in Cl-, in
- i = 2,3 za kalcijev klorid (CaCl2), ki nepopolno disociira na Ca2+ in 2 Cl-. Za slednja dva faktorja se pogosto upošteva kar vrednosti 2 ozizoma 3.

Po upoštevanju van 't Hoffovega faktorja dobimo naslednjo enačbo:
ΔTv = Ke·mB·i
Pri višjih koncentracijah raztopina ni idealna, zato je enačba ustrezno manj natančna. Če je topljenec hlapen, ena od ključnih predpostavk ni resnična, zato tudi izračuni niso točni. V tem primeru jer bolje govoriti od zmesi dveh hlapnih spojin in vpliv topljenca na vrelišče raztopine določiti iz faznega diagrama zmesi. Vrelišče hlapnih zmesi je pogosto nižje od vrelišč čistih komponent. Zmes z minimumom vrelišča se imenuje azeotrop ali azeotropna zmes.

## Ebulioskopske konstante nekaterih topil
| Topilo               | Vrelišče [°C] | Ebulioskopska konstanta Ke [K·kg/mol] |
| -------------------- | ------------- | ------------------------------------- |
| Ocetna kislina       | 118,1         | 3,07                                  |
| Benzen               | 80.1          | 2.53                                  |
| Ogljikov disulfid    | 46,2          | 2,37                                  |
| Ogljikov tetraklorid | 76,8          | 4,95                                  |
| Naftalen             | 217,9         | 5,8                                   |
| Fenol                | 181,75        | 3,04                                  |
| Voda                 | 100           | 0,512                                 |

## Uporaba
Iz zadnje enačbe in izmerjenega zvišanja vrelišča se lahko izračuna molsko maso ali stopnjo disociacije topljenca. Tovrstne meritve se imenujejo ebulioskopija (iz latinskega bulla – vreti in grškega σκοπέω [skopéo] – opazovati). Natančno merjenje ΔTv  je težko opraviti zaradi pregrevanja, kateremu se delno izognemo z uporabo Beckmannovega  termometra. Namesto ebulioskopije se zato pogosto uporablja merjenje znižanja tališča (krioskopija), ki ima to prednost, da je krioskopska konstanta večja od ebulioskopske in da je tališče pogosto mogoče mnogo laže in natančneje izmeriti kot vrelišče.
Med legende, povezane z zvišanjem vrelišča, spada prepričanje, da se bodo testenine (in druga hrana) skuhale prej, če se vodi, ko zavre, doda sol. Prepričanje je napačno, ker dodatek 10 g soli na liter vode dvigne njeno vrelišče samo za približno 0,17 °, kar nima nobenega praktičnega pomena.